# Alibi (Sevdaliza, Pabllo Vittar e Yseult)
Alibi è un singolo della cantante iraniano-olandese Sevdaliza, del cantante brasiliano Pabllo Vittar e della cantante francese Yseult, pubblicato il 28 giugno 2024.

## Video musicale
Il video musicale, diretto da Nogari, è stato reso disponibile in concomitanza con l'uscita del brano attraverso il canale YouTube della cantante.

## Tracce
Testi di Sevda Alizadeh, Pabllo Vittar, Yseult Onguenet, Eyelar Mirzazadeh, Mathias Janmaat, Nilusi Nisanka, Number Teddie, Reynard Bargmann, Rodrigo Gorky, Summer Disbray e Will Knox, musiche di Sevda Alizadeh, Mathias Janmaat e Reynard Bargmann.
Download digitale, streaming – 1ª versione
1. Alibi – 2:41

Download digitale, streaming – 2ª versione
1. Sevdaliza, Anitta e Pabllo Vittar – Alibi Pt. 2 – 2:56
2. Sevdaliza, Anitta e Pabllo Vittar – Alibi Pt. 2 (Extended) – 3:12
3. Sevdaliza, Anitta e Pabllo Vittar – Alibi Pt. 2 (Sped Up) – 2:38
4. Sevdaliza, Anitta e Pabllo Vittar – Alibi Pt. 2 (Slowed) – 3:20

Download digitale, streaming – 3ª versione
1. Alibi (Tiësto Remix) – 2:58

## Formazione
- Sevdaliza – voce, produzione
- Pabllo Vittar – voce
- Yseult – voce
- Mathias Janmaat – produzione
- Mucky – produzione

## Classifiche

### Classifiche settimanali
| Classifica (2024)   | Posizione massima |
| ------------------- | ----------------- |
| Austria             | 14                |
| Belgio (Vallonia)   | 29                |
| Bielorussia         | 150               |
| Brasile             | 5                 |
| Bulgaria            | 8                 |
| Canada              | 46                |
| Emirati Arabi Uniti | 13                |
| Filippine           | 83                |
| Francia             | 13                |
| Germania            | 20                |
| Grecia              | 2                 |
| India               | 15                |
| Irlanda             | 44                |
| Israele             | 52                |
| Italia              | 43                |
| Kazakistan          | 104               |
| Lettonia            | 8                 |
| Lituania            | 9                 |
| Lussemburgo         | 5                 |
| Medio Oriente       | 14                |
| Paesi Bassi         | 55                |
| Panama              | 34                |
| Polonia             | 9                 |
| Portogallo          | 1                 |
| Regno Unito         | 58                |
| Repubblica Ceca     | 6                 |
| Romania             | 1                 |
| Russia              | 176               |
| Singapore           | 14                |
| Slovacchia          | 2                 |
| Spagna              | 85                |
| Stati Uniti         | 95                |
| Svizzera            | 3                 |
| Ucraina             | 6                 |
| Ungheria            | 6                 |

### Classifiche di fine anno
| Classifica (2024) | Posizione |
| ----------------- | --------- |
| Belgio (Vallonia) | 71        |
| Francia           | 45        |
| Germania          | 92        |
| Portogallo        | 57        |
| Svizzera          | 51        |
| Ucraina           | 76        |